# Дружба (Кропивницький район)
Дру́жба — село в Україні, у Компаніївській селищній громаді Кропивницького району Кіровоградської області. Населення становить 69 осіб. До 2020 орган місцевого самоврядування — Лозуватська сільська рада.

## Населення
Згідно з переписом УРСР 1989 року чисельність наявного населення села становила 120 осіб, з яких 58 чоловіків та 62 жінки.
За переписом населення України 2001 року в селі мешкало 69 осіб. 100 % населення вказало своєю рідною мовою українську мову.